# Журавіна (гміна)
Гміна Журавіна (пол. Gmina Żórawina) — сільська гміна у південно-західній Польщі. Належить до Вроцлавського повіту Нижньосілезького воєводства.
Станом на 31 грудня 2011 у гміні проживало 9456 осіб.

## Площа
Згідно з даними за 2007 рік площа гміни становила 120.11 км², у тому числі:
- орні землі: 89.00%
- ліси: 1.00%

Таким чином, площа гміни становить 10.76% площі повіту.

## Населення
Станом на 31 грудня 2011:
| Опис     | Загалом | Загалом | Чоловіки | Чоловіки | Жінки | Жінки |
| -------- | ------- | ------- | -------- | -------- | ----- | ----- |
| одиниця  | осіб    | %       | осіб     | %        | осіб  | %     |
| все      | 9456    | 100     | 4715     | 49.86    | 4741  | 50.14 |
| міське   | 0       | 100     | 0        |          | 0     |       |
| сільське | 9456    | 100     | 4715     | 49.86    | 4741  | 50.14 |

## Сусідні гміни
Гміна Журавіна межує з такими гмінами: Борув, Доманюв, Кобежице, Сехніце.